# Gymnadenia turnowskyi
Gymnadenia turnowskyi är en orkidéart som först beskrevs av och senare fick sitt nu gällande namn av Wolfram Foelsche.
Gymnadenia turnowskyi ingår i släktet brudsporrar och familjen orkidéer. Artens utbredningsområde är Österrike. Inga underarter finns listade i Catalogue of Life.